# Macroplata
Macroplata var ett släkte av plesiosaurier, havslevande reptil under tidiga Juraperioden. Denna plesiosaurier kunde bli upp till 5 meter lång. Macroplata levde för cirka 200 miljoner år sedan, där fossil har hittats i dagens Europa. 

## Beskrivning
Dessa tidiga plesiosaurier hade fortfarande lång hals, men huvudet var relativt stort och långt, som på en krokodil, med rader av tänder som kunde hålla fast halt byte. Dessutom var de bakre simfenorna större än de främre, medan hos andra plesiosaurier de främre var störst. Så tydligen simmade Macroplata främst med bakfenorna. Svansen var kort och avsmalnande, så att vattnet lätt rann undan bakåt. Alla plesiosaurier var släta och strömlinjeformade, för minskat vattenmotstånd.
Två arter blev beskrivna, Macroplata tenuiceps och Macroplata longirostris.